# 경쟁 (경제학)

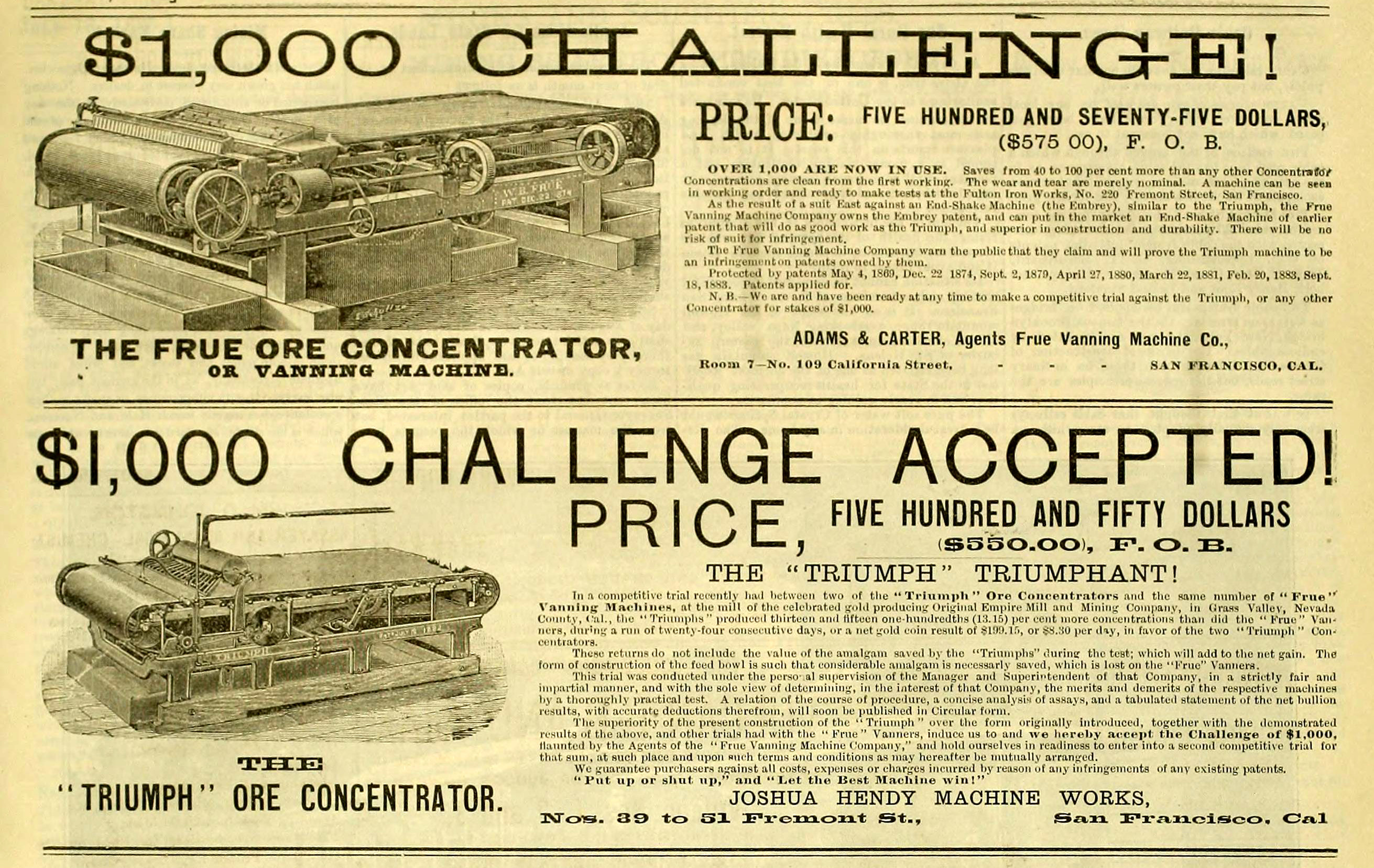
1885년 신문의 경쟁 광석 농축기(귀중한 광석을 원치 않는 광물에서 분리하는 기계) 제조업체 광고. 아래 광고는 가격이 더 저렴하고 기계의 품질과 효율성이 더 높다는 점을 내세우는데, 이는 모두 경제적 경쟁의 일반적인 수단이다.

경제학에서 경쟁(競爭)은 여러 경제 주체가 마케팅 믹스의 요소(가격, 제품, 프로모션 및 장소)를 변경하여 제한된 재화를 얻기 위해 경쟁하는 시나리오이다. 고전 경제학적 사고에서 경쟁은 상업 기업이 새로운 제품, 서비스 및 기술을 개발하게 하여 소비자에게 더 많은 선택권과 더 나은 제품을 제공한다. 시장에서 재화의 선택지가 많을수록 제품 가격은 일반적으로 경쟁이 없는 경우(독점) 또는 경쟁이 거의 없는 경우(과점)보다 낮다.
시장에 존재하는 경쟁 수준은 기업/판매자 측면에서 다양한 요인에 따라 달라진다. 기업의 수, 진입 장벽, 정보, 자원의 가용성/접근성 등이 그것이다. 시장 내 구매자의 수도 경쟁에 영향을 미치며, 각 구매자는 지불 의사를 가지고 있어 시장 내 제품에 대한 전반적인 수요에 영향을 미친다.

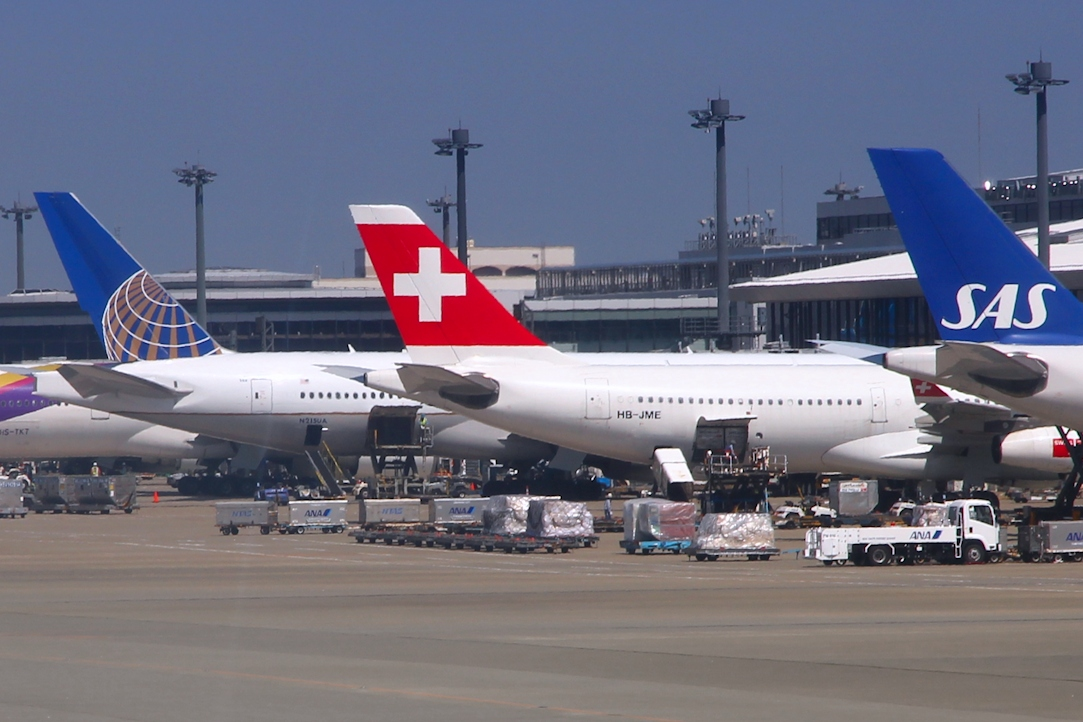
유럽-일본 여객기 시장에서 경쟁하는 항공사: 스위스 항공과 스칸디나비아 항공

경쟁력은 주어진 시장에서 다른 기업, 하위 부문 또는 국가의 능력 및 성과와 관련하여 기업, 하위 부문 또는 국가가 상품 및 서비스를 판매하고 공급하는 능력 및 성과에 해당한다. 이는 한 회사가 다른 회사로부터 시장 점유율을 빼앗기 위해 방법을 찾는 것을 포함한다. 경쟁력은 시장 및 산업에서 기업 간의 경쟁을 의미하는 라틴어 "competere"에서 파생되었다. 이는 국내 및 국제 경제 성과 비교와 관련된 경영 담론에서 광범위하게 사용된다.
특정 시장 내에 존재하는 경쟁의 정도는 다음과 같이 측정할 수 있다. 경쟁자의 수, 규모의 유사성, 특히 가장 큰 기업이 차지하는 산업 생산량의 점유율이 작을수록 경쟁이 더욱 활발해질 가능성이 높다.

## 경제 사상사의 경쟁
초기 경제 연구는 가격 기반 경쟁과 비가격 기반 경쟁의 차이에 초점을 맞춘 반면, 현대 경제 이론은 일반 균형의 다수 판매자 한계에 초점을 맞추었다.
19세기 경제학자 쿠르노에 따르면, 경쟁의 정의는 가격이 수량에 따라 변하지 않거나, 기업이 직면하는 수요 곡선이 수평인 상황이다.

## 기업 경쟁
경험적 관찰에 따르면 자원(자본, 노동, 기술)과 인재는 지리적으로 집중되는 경향이 있다(Easterly and Levine 2002). 이러한 결과는 기업이 공급업체, 구매자, 심지어 경쟁사와의 기업 간 관계 네트워크에 속해 있어 제품 및 서비스 판매에서 경쟁 우위를 확보하는 데 도움이 된다는 사실을 반영한다. 직접적인 시장 관계가 이러한 이점을 제공하는 동안, 특정 지리적 영역이나 특정 산업(섬유, 가죽 제품, 실리콘 칩) 내 기업 간의 연계에서 발생하는 외부성은 시장만으로는 포착하거나 육성할 수 없는 경우가 있다. "클러스터링" 과정, "가치 사슬" 또는 "산업 지구"의 생성은 네트워크의 이점을 강조하는 모델이다.
자본주의 경제 시스템 내에서 기업의 추진력은 경쟁력을 유지하고 향상시키는 것이며, 이는 실질적으로 비즈니스 부문에 해당한다.

## 완전 vs 불완전 경쟁

### 완전 경쟁
신고전파 경제학 이론은 기업과 시장이 완전 경쟁 상태에 있는 이론적인 시장 상태를 중요하게 생각한다. 완전 경쟁은 모든 기준이 충족될 때 존재한다고 하는데, 이는 현실 세계에서는 거의(또는 전혀) 관찰되지 않는다. 이러한 기준은 다음과 같다. 모든 기업이 시장에 미미한 기여를 하고, 모든 기업이 동일한 제품을 판매하며, 모든 기업이 가격 수용자이고, 시장 점유율이 가격에 영향을 미치지 않으며, 구매자와 판매자 모두 완전하거나 "완벽한" 정보를 가지고 있고, 자원이 완벽하게 이동하며, 기업이 비용 없이 시장에 진입하거나 이탈할 수 있다. 이상적인 완전 경쟁 하에서는 시장 내에 많은 구매자와 판매자가 있으며 가격은 전반적인 수요와 공급을 반영한다. 완전 경쟁 시장의 또 다른 주요 특징은 기업이 판매하는 제품의 다양성이다. 완전 경쟁 시장 내의 기업은 규모가 작고, 더 큰 기업이 상당한 시장 점유율을 통제하지 않는다. 이들 기업은 최소한의 차이가 있거나 다른 기업의 제품에 대한 완전한 대체품인 거의 동일한 제품을 판매한다.
완전 경쟁 시장의 아이디어는 구매자와 판매자에 대한 다른 신고전파 이론을 끌어들인다. 완전 경쟁 시장의 구매자는 원하는 제품 특징 및 특성(산업 내에서 동질적)에 대해 동일한 취향과 선호를 가지며, 가격, 품질 및 생산과 같은 상품에 대한 완벽한 정보도 가지고 있다. 이러한 유형의 시장에서 구매자는 효용 극대화자이며, 그들은 자신의 선호를 통해 측정하는 개별 효용을 극대화하는 제품을 구매한다. 반면에 기업은 완전 경쟁 기준의 가정하에 이윤을 극대화하는 것을 목표로 한다.
완전 경쟁 시장의 기업은 단기와 장기라는 두 가지 경제 시간 지평에서 운영될 것이다. 단기에는 기업이 가격과 비용에 따라 생산량을 조정한다. 반면에 장기에는 기업이 한계 비용이 한계 수입과 같아지는 수준에서 생산할 수 있도록 생산 방식을 조정한다. 완전 경쟁 시장에서 기업/생산자는 장기적으로 경제적 이윤을 얻지 못한다. 이는 쿠르노의 시스템에 의해 증명된다.

### 불완전 경쟁
불완전 경쟁 시장은 경제에 존재하는 현실적인 시장이다. 불완전 경쟁은 다음과 같은 경우에 존재한다. 구매자가 판매되는 제품에 대한 완전한 정보를 가지고 있지 않을 수 있고, 기업은 다른 제품과 서비스를 판매하며, 자체 개별 가격을 설정하고, 시장 점유율을 위해 경쟁하며, 종종 진입 및 퇴출 장벽으로 보호되어 새로운 기업이 이들에게 도전하기 어렵게 만든다. 완전 경쟁과 중요한 차이점은 불완전 경쟁 시장에서 개별 구매자와 판매자가 가격과 생산에 영향을 미칠 수 있다는 것이다. 이러한 상황에서 시장은 완전 경쟁 시장의 이론에서 벗어나는데, 실제 시장은 종종 이론의 가정을 충족하지 못하며, 이는 완전 경쟁 환경에서 기업이 장기적으로 경제적 이윤을 얻지 못하는 것과는 달리 더 많은 이윤을 창출할 기회로 필연적으로 이어진다. 이러한 시장은 또한 시장 내에 독점, 과점 및 외부성의 존재로 정의된다.
완전 경쟁 이론에 따른 경쟁의 정도는 다음 중 하나로 측정할 수 있다. 기업 생산량이 가격에 미치는 영향의 정도(수요의 탄력성) 또는 가격이 한계 비용을 초과하는 상대적 정도.

## 불완전 경쟁의 유형

### 독점
독점은 완전 경쟁의 반대이다. 완전 경쟁이 경제에서 시장 점유율을 놓고 경쟁하는 많은 소규모 기업으로 정의되는 반면, 독점은 한 기업이 전체 시장 점유율을 차지하는 경우이다. 산업이나 시장이 기업을 정의하는 대신, 독점은 전체 시장을 정의하고 지시하는 단일 기업이다. 독점은 하나 이상의 기준이 충족되지 않아 새로운 기업이 최소한의 비용으로 시장에 진입하기 어려울 때 존재한다. 독점 기업은 높은 진입 장벽을 사용하여 다른 기업이 시장에 진입하는 것을 방지하고 저지하여 시장 내에서 단일 공급업체로 계속 유지되도록 한다. 자연 독점은 특정 산업에서 사업을 수행하는 데 드는 높은 초기 비용이나 강력한 규모의 경제로 인해 존재하는 독점의 한 유형이다. 이러한 유형의 독점은 독특한 원자재, 기술 또는 유사한 요인이 필요한 산업에서 발생한다. 독점은 공정한 비즈니스 전술과 불공정한 비즈니스 전술을 통해 형성될 수 있다. 이러한 전술에는 담합, 합병, 인수, 적대적 인수가 포함된다. 담합은 두 라이벌 경쟁자가 공모하여 가격 담합이나 인상을 통해 불공정한 시장 이점을 얻으려는 것을 포함할 수 있다. 자연 독점은 기업이 산업의 높은 장벽을 이용하는 공정한 비즈니스 관행을 통해 형성된다. 높은 진입 장벽은 종종 회사가 운영하는 데 필요한 물리적 자산인 고정 자산을 구매하는 데 필요한 상당한 양의 자본 또는 현금 때문이다. 자연 독점은 시장에 경쟁이 있을 때보다 소비자에게 더 낮은 비용으로 생산하고 판매할 수 있기 때문에 계속 운영될 수 있다. 이 경우 독점은 자원을 효율적으로 사용하여 제품을 더 낮은 가격으로 제공한다. 경쟁 기업과 마찬가지로 독점 기업은 한계 수입이 한계 비용과 같아지는 수량을 생산한다. 여기서 차이점은 독점에서는 시장의 유일한 공급자로서 독점 기업이 이윤을 극대화하는 수량을 달성하기 위해 구매자가 기꺼이 지불할 가격을 자유롭게 설정할 수 있기 때문에 한계 수입이 가격과 같지 않다는 것이다.

### 과점
과점은 불완전 경쟁 시장 구조의 또 다른 형태이다. 과점은 소수의 기업이 명시적으로 또는 묵시적으로 담합하여 생산량을 제한하고/하거나 가격을 고정하여 비정상적인 시장 수익을 달성하는 경우이다. 과점은 두 개 이상의 기업으로 구성될 수 있다. 과점은 고도로 집중된 시장 구조이다. 쿠르노의 모형을 통해 경쟁이 잘 정의되는데, 시장에 무한히 많은 기업이 있을 때 가격이 한계 비용을 초과하는 정도는 0에 가까워지기 때문이다. 복점은 시장이 두 기업으로만 구성된 과점의 특별한 형태이다. 소수의 기업만이 지배한다. 예를 들어, 델타 및 아메리칸 항공과 같은 주요 항공사는 몇몇 가까운 경쟁사와 함께 운영되지만, 이 산업에서 경쟁하는 다른 소규모 항공사도 있다. 독점이 존재하는 데 도움이 되는 유사한 요인들도 과점 형성을 촉진한다. 여기에는 높은 진입 장벽, 법적 특권(예: 정부가 소수의 회사에 공공 인프라(예: 철도) 건설을 위탁) 및 제한된 자원, 특히 한 국가 내의 천연 자원에 대한 접근이 포함된다. 과점 기업은 자유 시장의 힘에 의존하기보다는 가격을 고정하고, 집단적으로 가격을 설정하거나, 무리의 한 기업의 지시에 따라 가격을 설정함으로써 이점을 얻는다. 과점 기업은 새로운 기업의 시장 진입을 제한하고 시장 점유율을 유지하기 위해 카르텔을 형성할 수 있다. 정부는 소비자가 과도하게 요금 청구되지 않고 해당 특정 시장 내에서 경쟁이 공정하게 유지되도록 과점에 취약한 시장을 보통 엄격하게 규제한다.

### 독점적 경쟁
독점적 경쟁은 많은 기업이 유사하지만 완벽한 대체품은 아닌 제품이나 서비스를 제공하는 산업을 특징으로 한다. 독점적 경쟁 산업의 진입 장벽과 퇴출 장벽은 낮고, 한 기업의 결정이 경쟁사의 결정에 직접적인 영향을 미치지 않는다. 독점적 경쟁은 독점과 완전 경쟁 사이에 존재하며, 두 시장 구조의 요소를 결합한다. 독점적 경쟁 시장 구조 내의 모든 기업은 동일하게 상대적으로 낮은 시장 지배력을 가지며, 모두 가격 수용자가 아니라 가격 결정자이다. 장기적으로 수요는 탄력성이 매우 높아 가격 변화에 민감하다는 것을 의미한다. 가격을 인상하려면 기업은 실제 또는 인지된 품질 측면에서 제품을 경쟁사와 차별화할 수 있어야 한다. 단기적으로 경제적 이윤은 양수이지만 장기적으로는 0에 가까워진다. 독점적 경쟁의 기업은 유사한 제품을 다른 제품과 차별화해야 하므로 광고를 많이 하는 경향이 있다. 독점적 경쟁의 예로는 레스토랑, 미용실, 의류, 전자 제품 등이 있다.
독점적 경쟁 시장은 상대적으로 경쟁의 정도가 크고 독점의 정도는 작아서 완전 경쟁에 더 가깝고, 훨씬 더 현실적이다. 대도시의 소매업, 수공업, 인쇄업에서 흔히 볼 수 있다. 일반적으로 이 시장은 다음과 같은 특징을 가진다.
1. 시장에는 많은 제조업체가 있으며, 각 제조업체는 어느 정도 시장 가격을 수용해야 하지만, 각 제조업체는 시장에 어느 정도 영향을 미칠 수 있으며 시장 가격을 완전히 수용하지는 않는다. 또한 제조업체는 시장을 통제하기 위해 서로 담합할 수 없다. 소비자에게도 상황은 비슷하다. 이러한 독점적 경쟁 시장의 경제 주체는 시장 가격에 영향을 미치는 자이다.
2. 독립성
시장의 모든 경제 주체는 서로 독립적으로 행동할 수 있다고 생각하며, 서로의 행동에 얽매이지 않는다. 한 사람의 결정은 다른 사람에게 미치는 영향이 미미하고 감지하기 어렵기 때문에 다른 사람의 대립적인 행동을 고려할 필요가 없다.
3. 제품 차이
동일 산업 내 다른 제조업체의 제품은 품질 차이, 기능 차이, 또는 실질적이지 않은 차이(예: 포장, 상표, 광고 등으로 인한 인상 차이), 또는 판매 조건 차이(예: 지리적 위치, 서비스 태도 및 방법의 차이로 인해 소비자가 한 회사 제품을 기꺼이 구매하지만 다른 회사 제품은 구매하지 않는 경우) 때문에 서로 다르다. 제품 차이는 제조업체의 독점의 근본 원인이지만, 동일 산업 내 제품 간의 차이가 제품을 전혀 대체할 수 없을 정도로 크지 않고, 어느 정도 상호 대체 가능성이 제조업체가 서로 경쟁할 수 있게 하므로, 상호 대체는 제조업체 경쟁의 원천이다. 제품 차이의 의미를 정확하게 설명하려면 이렇게 말할 수 있다. 동일한 가격에서 구매자가 특정 제조업체의 제품에 특별한 선호를 보인다면, 해당 제조업체의 제품은 동일 산업 내 다른 제조업체 제품과 다르다고 말할 수 있다.
4. 쉬운 진입 및 퇴출
제조업체가 산업에 진입하고 퇴출하기 쉽다. 이는 완전 경쟁과 비슷하다. 제조업체의 규모는 그리 크지 않고, 필요한 자본도 많지 않으며, 산업에 진입하고 퇴출하는 장벽이 상대적으로 낮다.
5. 제품 그룹 형성 가능
산업 내에서 여러 제품 그룹을 형성할 수 있다. 즉, 산업 내 유사 상품을 생산하는 제조업체가 그룹을 형성할 수 있다. 이러한 그룹의 제품은 더 차이가 크고, 그룹 내 제품은 차이가 적다.

### 지배적 기업
고도로 집중된 여러 산업에서 지배적 기업이 시장의 대부분을 차지한다. 지배적 기업은 시장 점유율이 50%에서 90% 이상이며, 근접한 경쟁자가 없다. 독점 시장과 유사하게, 높은 진입 장벽을 사용하여 다른 기업이 시장에 진입하여 경쟁하는 것을 막는다. 이들은 가격 통제, 체계적인 차별 가격 설정, 혁신 영향력 행사, 그리고 (일반적으로) 경쟁 수익률을 훨씬 상회하는 수익률을 얻는 능력을 가지고 있다. 이는 독점과 유사하지만, 시장 내에 다른 소규모 기업이 존재하여 경쟁을 이루고 지배적 기업이 전체 시장을 통제하고 자체 가격을 선택할 수 있는 능력을 제한한다. 시장에 다른 소규모 기업이 존재하므로, 지배적 기업은 너무 높은 가격을 설정하지 않도록 주의해야 한다. 그렇게 하면 고객이 소규모 경쟁사들의 주변 기업에서 구매하기 시작할 것이기 때문이다.

### 효율적 경쟁
효율적 경쟁은 시장 점유율이 40% 미만이고 유연한 가격 책정을 하는 4개 기업이 존재할 때 존재한다고 한다. 낮은 진입 장벽, 낮은 담합, 낮은 이윤율이 특징이다. 효율적 경쟁의 주요 목표는 경쟁 기업들이 보다 효율적인 생산 형태를 발견하고 소비자들이 무엇을 원하는지 파악하여 특정 분야에 집중할 수 있도록 유인을 제공하는 것이다.

## 경쟁 균형
경쟁 균형은 이윤을 극대화하는 생산자와 효용을 극대화하는 소비자가 자유롭게 결정되는 가격을 가진 경쟁 시장에서 균형 가격에 도달하는 개념이다. 이 균형 가격에서 공급량은 수요량과 같다. 이는 공급자와 구매자 사이에 공정한 거래가 이루어졌음을 의미하며, 모든 공급자가 판매하고자 하는 정확한 수량을 구매할 의사가 있는 구매자와 일치하여 시장이 균형 상태에 있음을 의미한다.
경쟁 균형은 특정 시장의 가격과 총 품질을 모두 예측하는 데 많은 응용 분야를 가지고 있다. 또한 각 개인으로부터 소비되는 양과 시장 내 각 기업의 총 생산량을 추정하는 데 사용할 수도 있다. 더욱이, 경쟁 균형의 아이디어를 통해 특정 정부 정책이나 사건을 평가하고 시장을 경쟁 균형으로 또는 멀리 이동시키는지 여부를 결정할 수 있다.

## 시장 성공에서의 역할
경쟁은 일반적으로 시장의 필수적인 구성 요소로 받아들여지며, 희소성("모든 상상 가능한 인간의 욕구를 충족시키기에는 결코 충분하지 않다")에서 비롯되며, "사람들이 누가 무엇을 얻을지 결정하는 데 사용되는 기준을 충족시키기 위해 노력할 때" 발생한다. 상품을 교환에 제공할 때, 구매자들은 특정 수량의 특정 상품을 구매하기 위해 경쟁적으로 입찰하며, 이 상품들은 이용 가능하거나 판매자가 그러한 상품을 제공하기로 선택할 경우 이용 가능할 수도 있다. 유사하게, 판매자들은 시장에서 상품을 제공할 때 다른 판매자들과 경쟁하며, 구매자의 관심과 교환 자원을 놓고 경쟁한다.:105
시장 경제의 경쟁 과정은 자원을 가장 필요한 곳으로, 그리고 경제 전체를 위해 가장 효율적으로 사용될 수 있는 곳으로 이동시키는 일종의 압력을 행사한다. 그러나 경쟁 과정이 작동하려면 "가격이 비용과 이점을 정확하게 알려주는 것이 중요하다." 외부성이 발생하거나 독점 또는 과점 상태가 지속되거나 공공재와 같은 특정 재화의 공급을 위해 경쟁 과정의 압력이 감소한다.
주어진 시장에서 권력 구조는 판매자에게 유리하거나 구매자에게 유리할 것이다. 전자는 판매자 시장으로 알려져 있고, 후자는 구매자 시장 또는 소비자 주권으로 알려져 있다. 어느 경우든 불리한 그룹은 가격 수용자로, 유리한 그룹은 가격 결정자로 알려져 있다. 가격 수용자는 시장 가격을 받아들이고 상품을 시장 가격으로 판매해야 하는 반면, 가격 결정자는 시장 가격에 영향을 미칠 수 있고 가격 결정력을 누릴 수 있다.
경쟁은 국가 내 생산성 성장의 중요한 예측 변수로 나타났다. 경쟁은 기업이 혁신하고 소비자를 유인하여 더 높은 시장 점유율을 확보하고 이윤을 늘리려 노력함에 따라 제품 차별화를 강화한다. 이는 기업이 제한된 자원으로 경쟁사보다 더 나은 성과를 내기 위해 노력함에 따라 프로세스와 생산성을 향상시키는 데 도움이 된다. 호주 경제는 가격을 안정적으로 유지하기 때문에 경쟁에 의존한다.

## 역사적 견해
애덤 스미스는 1776년 그의 저서 국부론에서 경쟁을 생산 자원을 가장 가치 있는 용도로 할당하고 효율성을 장려하는 행위로 묘사했으며, 이러한 설명은 당시 지배적인 경제 철학이었던 중상주의의 독점적 관행에 반대하는 자유주의 경제학자들 사이에서 빠르게 지지를 얻었다. 스미스와 쿠르노 이전의 다른 고전 경제학자들은 구매자들의 입찰을 통해 최고의 조건으로 상품을 판매하려는 생산자들 간의 가격 및 비가격 경쟁을 언급하고 있었으며, 반드시 많은 수의 판매자나 최종 균형 상태의 시장을 의미하는 것은 아니었다.
이후 미시경제학 이론은 완전 경쟁과 불완전 경쟁을 구분하였고, 완전 경쟁은 파레토 효율적인 반면 불완전 경쟁은 그렇지 않다고 결론지었다. 반대로 에지워스의 극한 정리(Edgeworth's limit theorem)에 따르면, 불완전 시장에 더 많은 기업이 추가되면 시장은 파레토 효율에 가까워질 것이다. 이탈리아 경제학자이자 정치학자인 빌프레도 파레토 (1848-1923)의 이름을 따서 명명된 파레토 효율은 한 개인을 더 나은 상태로 만들면서도 적어도 한 개인을 더 나쁜 상태로 만들지 않고는 자원을 재분배할 수 없는 경제 상태이다. 이는 자원이 가장 경제적으로 효율적인 방식으로 할당된다는 것을 의미하지만, 평등이나 공정성을 의미하지는 않는다.

## 실제 시장에서의 나타남
실제 시장은 결코 완벽하지 않다. 완전 경쟁이 실제 시장에 유용한 근사치라고 믿는 경제학자들은 시장을 거의 완벽한 시장에서 매우 불완전한 시장으로 분류한다. 거의 완벽한 시장의 예로는 일반적으로 주식 시장과 외환 시장이 포함되며, 부동산 시장은 일반적으로 매우 불완전한 시장의 예이다. 이러한 시장에서는 차선이론이 존재하며, 경제 모형에서 하나의 최적성 조건이 충족될 수 없더라도 다른 변수를 최적값이 아닌 값으로 변경함으로써 차선의 해결책을 달성할 수 있음을 증명한다.:217

### 시간 변동
경쟁 시장 내에서 시장은 종종 "단기" / "장기", "계절성" / "여름", 또는 "광범위한" / "나머지" 시장과 같은 하위 부문으로 정의된다. 예를 들어, 다른 경쟁 시장 경제에서는 상업적 거래의 대부분이 장기 계약에 의해 경쟁적으로 결정될 수 있으며, 따라서 장기 정산 가격에 의해 결정될 수 있다. 이러한 시나리오에서 "나머지 시장"은 장기 거래를 통해 정산되지 않은 상품의 가용성에 따라 가격이 결정되는 시장의 작은 부분을 의미한다. 예를 들어, 설탕 산업에서 시장 청산 가격의 약 94-95%는 장기 공급 및 구매 계약에 의해 결정된다. 시장의 나머지 부분(및 세계 설탕 가격)은 나머지 부분에 대한 임시 수요에 의해 결정된다. "나머지 시장"에서 인용되는 가격은 장기 시장 청산 가격보다 상당히 높거나 낮을 수 있다. 유사하게, 미국 부동산 주택 시장에서 감정 가격은 단기 공급 및 수요 요인에 따라 단기 또는 장기 특성에 따라 결정될 수 있다. 이는 한 위치의 부동산 가격이 크게 변동될 수 있다.

### 반경쟁적 압력 및 관행
경쟁은 여러 기업의 존재를 필요로 하므로, 고정비가 중복된다. 소수의 상품 및 서비스의 경우, 결과적인 비용 구조는 경쟁을 유발할 만큼 충분한 기업을 생산하는 것이 비효율적일 수 있음을 의미한다. 이러한 상황을 자연 독점이라고 하며, 일반적으로 공공에서 제공하거나 엄격하게 규제된다. 

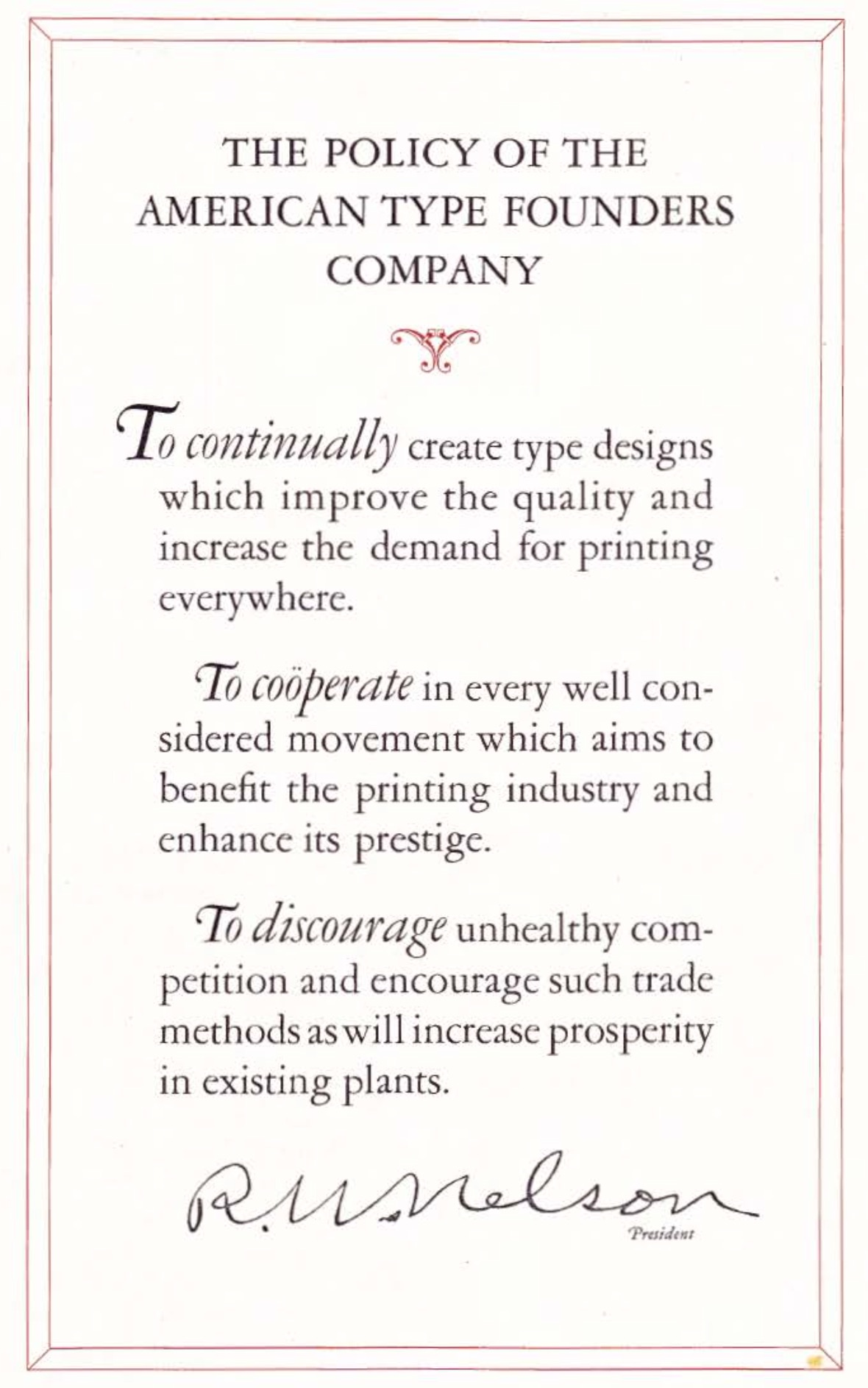
1923년 아메리칸 타입 파운더스의 매뉴얼에 인쇄 산업에서 '건전하지 못한 경쟁을 막기' 위한 목표가 명시되어 있다.

국제 경쟁 또한 국가 경제의 부문에 따라 다르게 영향을 미친다. 정치적 지지자를 보호하기 위해 정부는 경쟁을 줄이기 위해 관세와 같은 보호무역 조치를 도입할 수 있다.

#### 반경쟁적 관행
어떤 관행이 시장에서 자유롭고 효율적 경쟁을 불공정하게 왜곡하는 경우를 반경쟁적이라고 한다. 여기에는 카르텔 형성 및 에버그리닝이 포함된다.

## 국가 경쟁

세계 경쟁력 지수 (2008–2009): 경쟁은 국제 무역 환경에서 국가의 안녕에 중요한 결정 요인이다.

국가 간의 경제적 경쟁은 20세기 후반 무역 및 정책 논의에서 정치경제적 개념으로 등장했다. 경쟁 이론은 보호주의 조치가 수입으로 인한 경제 문제에 단기적인 해결책을 제공할 수 있지만, 기업과 국가는 장기적으로 생산 공정을 조정하여 최저 가격으로 최고의 제품을 생산해야 한다고 주장한다. 이러한 방식으로, 보호무역 없이도 제조된 상품은 국내 시장과 해외 시장 모두에서 외국 제품과 성공적으로 경쟁할 수 있다. 경쟁은 특정 국가가 생산에 뛰어난 상품을 더 많이 수출하여 무역 적자를 줄이는 동시에, 상대적으로 제조하기 어렵거나 비용이 많이 드는 상품의 수입을 최소화함으로써 비교 우위의 활용을 강조한다. 상업 정책은 공정하고 개방적인 글로벌 시장을 보호하는 일방적 및 다자간 협상에 의한 법치주의 협정을 수립하는 데 사용될 수 있다. 상업 정책이 국가의 경제적 성공에 중요하지만, 경쟁력은 경영 의사 결정, 노동, 자본, 운송 비용, 재투자 결정, 인적 자본의 획득 및 가용성, 수출 촉진 및 자금 조달, 노동 생산성 향상 등 글로벌 시장에서 성공할 상품 생산에 영향을 미치는 모든 측면을 다룰 필요성을 포함한다.
경쟁은 생산자에게 유리한 글로벌 무역 환경을 유지하고 국내 기업이 생산 비용을 낮추면서 생산량 품질을 높이도록 장려하여 유리한 무역 환경을 활용할 수 있도록 하는 포괄적인 정책에서 비롯된다. 이러한 인센티브에는 수출 촉진 노력과 수출 자금 조달이 포함되며, 여기에는 중소기업이 상품 수출에 필요한 자본 비용을 조달할 수 있도록 하는 금융 프로그램도 포함된다. 또한 글로벌 규모의 무역은 국내 및 글로벌 경제 환경의 예상치 못한 변화뿐만 아니라 기술 발전 가속화로 인한 산업 내 변화에 대처할 수 있도록 기업을 준비시켜 미국 산업의 견고성을 높인다. 경제학자 마이클 포터에 따르면, "국가의 경쟁력은 산업의 혁신 및 개선 능력에 달려 있다."

### 경쟁의 역사
경쟁 증가를 위한 정책 지지자들은 보호주의 조치만으로는 국내 산업을 글로벌 세력으로부터 고립시켜 위축시킬 수 있다고 주장한다. 그들은 또한 보호주의가 종종 더 큰 근본적인 문제, 즉 국내 제조업의 효율성 및 품질 저하에 대한 일시적인 해결책일 뿐이라고 주장한다. 미국의 경쟁 옹호는 1970년대 후반과 1980년대 초반에 여러 대규모 수입 민감 산업에서 관세 및 할당량을 늘리는 법안을 도입하고 통과시키라는 미국 의회에 대한 압력이 증가하면서 워싱턴 정책 논쟁에서 상당한 탄력을 받기 시작했다. 미국 국제무역위원회 위원들을 포함한 고위 무역 관료들은 수입 경쟁 및 구제 문제 해결을 위한 입법 및 법적 메커니즘의 공백을 지적했다. 그들은 세계화의 영향을 받는 미국 산업과 노동자들의 조정을 위한 정책을 옹호했으며, 단순히 보호에 의존하는 것이 아니었다.

#### 1980년대
1980년대 초 경기 침체 이후 글로벌 무역이 확대되면서, 오랫동안 거대한 내수 시장에서 번성했던 철강 및 자동차 부문과 같은 일부 미국 산업은 외국 경쟁에 점점 더 노출되었다. 전문화, 낮은 임금, 낮은 에너지 비용으로 인해 글로벌 시장에 진입하는 개발도상국들은 미국으로 저비용 상품을 대량 수출할 수 있었다. 동시에 국내 인플레이션 억제 조치(예: 연방 준비 은행의 높은 금리 설정)는 1980년대 초에 미국 달러의 환율 가치를 65% 증가시켰다. 더 강한 달러는 사실상 미국 수출에 대한 동일한 비율의 세금과 외국 수입에 대한 동일한 비율의 보조금 역할을 했다. 특히 제조업체인 미국 생산자들은 해외와 미국 시장 모두에서 경쟁하기 위해 고군분투했으며, 이는 국내 산업을 보호하기 위한 새로운 법안 마련 요구로 이어졌다. 게다가 1979-82년의 경기 침체는 일반적인 수입 경기 침체 주기(경기 침체기에는 수입이 일시적으로 감소하고 회복기에는 정상으로 돌아옴)의 특성을 보이지 않았다. 높은 달러 환율로 인해 수입업자들은 경기 침체에도 불구하고 미국에서 유리한 시장을 발견했다. 그 결과, 수입은 경기 침체기에도 계속 증가했으며 회복기에도 더욱 증가하여 사상 최고 무역 적자와 수입 침투율로 이어졌다. 높은 달러 환율과 높은 금리는 또한 미국으로의 외국 자본 유입을 야기했으며 미국 기업과 개인의 투자 기회를 감소시켰다.
제조업 부문은 높은 달러 가치에 가장 큰 영향을 받았다. 1984년 제조업 부문은 25%의 수입 침투율에 직면했다. "슈퍼 달러"는 억제된 가격으로 비정상적으로 많은 제조 상품 수입을 초래했다. 미국 철강 산업은 증가하는 기술, 높은 금리로 인한 갑작스러운 시장 붕괴, 대규모 통합 생산자의 대체, 증가하는 임금과 값비싼 원자재 의존으로 인한 경쟁력 없는 비용 구조, 환경 비용 및 세금에 대한 정부 규제 증가와 같은 여러 가지 도전에 직면했다. 이러한 압력에 더해 저비용, 때로는 더 효율적인 외국 생산자들의 수입 피해가 더해졌는데, 이들의 가격은 높은 달러로 인해 미국 시장에서 더욱 억제되었다.
1984년 무역 및 관세법은 수입과 변화하는 산업 환경의 조합으로 피해를 입은 산업을 지원하기 위한 새로운 조정 지원 조항을 개발했다. 이 법은 구제를 받는 조건으로 철강 산업이 다른 요인을 극복하고 변화하는 시장에 적응하기 위한 조치를 시행해야 한다고 명시했다. 이 법은 1974년 무역법의 조항을 기반으로 하였으며, 미국 경제를 개선하기 위한 수단으로 세계 무역을 제한하기보다는 확대하는 데 주력했다. 이 법은 대통령에게 철강 산업에 대한 보호를 제공할 더 큰 권한을 부여했을 뿐만 아니라, 자유 무역 협정을 통해 개발 도상국과의 무역을 자유화할 권한을 부여하고 일반특혜관세제도를 연장했다. 이 법은 또한 국내 무역 분쟁 해결을 위한 구제책 및 절차에 상당한 업데이트를 제공했다.
높은 달러 가치로 인해 강화된 수입으로 인한 피해는 제조업 부문의 일자리 감소, 생활 수준 저하를 초래했으며, 이는 의회와 레이건 행정부에 보호주의 조치 시행에 대한 압력을 가했다. 동시에 이러한 조건은 국내 자원을 개발하고 미국의 경쟁력을 향상시키는 데 필요한 조치에 대한 더 넓은 논쟁을 촉발했다. 이러한 조치에는 혁신 기술에 대한 투자 증가, 근로자 교육 및 훈련을 통한 인적 자본 개발, 에너지 및 기타 생산 투입물의 비용 절감 등이 포함된다. 경쟁력은 한 국가의 산업 강도를 구축하여 수입품과 경쟁하는 데 필요한 모든 요소를 조사하려는 노력이다.
1988년에는 1988년 종합무역경쟁법이 통과되었다. 이 법의 근본적인 목표는 세계 시장에서 미국의 경쟁력을 강화하는 것이었다. 이 법은 미국의 경쟁력 원천을 다루고 수입 보호를 부과하기 위한 새로운 조항을 추가할 필요성에 대한 내용을 포함했다. 이 법은 미국의 수출입 정책을 고려하고 산업에 더 효과적인 수입 구제책과 미국 기업을 위한 해외 시장 개방을 위한 새로운 도구를 제공할 것을 제안했다. 1974년 무역법의 201조는 수입으로 인해 상당한 피해를 입은 산업에 대한 조사를 규정했다. USITC가 실시한 이러한 조사 결과는 대통령에게 각 산업에 대한 보호를 시행하도록 일련의 권고를 제출하는 것으로 이어졌다. 보호는 수입이 다른 피해 원인보다 가장 중요한 피해 원인으로 밝혀진 산업에만 제공되었다.
1988년 종합무역경쟁법 제301조는 미국이 무역 협정 위반 및 외국 정부의 불합리하거나 정당화될 수 없는 무역 방해 활동에 대응함으로써 공정 무역을 보장하는 조항을 포함했다. 제301조의 하위 조항은 이러한 권리 보호 및 집행을 거부하는 국가를 식별하고, 광범위한 제301조 조항에 따라 조사를 받도록 함으로써 지식 재산권을 보장하는 데 중점을 두었다. 미국이 해외 시장에 대한 접근을 확대하고 국내 시장을 보호하는 것은 미국 생산자의 경쟁력이라는 광범위한 개념에 대한 관심 증가를 반영했다. 딕 게프하르트 의원이 원래 제안한 이 종합 개정안은 1988년 레이건 대통령에 의해 발효되었고, 1994년과 1999년 빌 클린턴 대통령에 의해 갱신되었다.

#### 1990년대
1980년대에 경쟁 정책이 탄력을 받기 시작했지만, 1990년대에는 정책 수립에서 구체적인 고려 사항이 되었고, 클린턴 대통령의 경제 및 무역 의제에서 절정에 달했다. 종합무역경쟁법은 1991년에 만료되었고, 클린턴은 1994년에 이를 갱신하여 경쟁 기반 무역 정책에 대한 새로운 초점을 나타냈다.
1993년에 발간된 경쟁 정책 위원회 무역 정책 분과회에 따르면, 클린턴 행정부에게 가장 중요한 권고 사항은 경쟁의 모든 측면을 국가적 우선순위로 삼는 것이었다. 이 권고 사항에는 자유 무역 협정과 거시 경제 정책 조정을 통해 미국 수출업자들을 위한 개방적이고 공정한 글로벌 시장을 조성하는 무역 정책 활용, 정부 기관 간의 포괄적인 국내 성장 전략 수립 및 실행, "수출 정신" 장려, 수출 방해 요인 제거, 수출 자금 조달 및 촉진 노력 착수 등 많은 목표가 포함되었다.
무역분과회는 또한 최대의 효율성을 위해 경쟁 정책을 무역 정책에 통합할 것을 권고하며 "무역 정책만으로는 미국 경쟁력을 보장할 수 없다"고 명시했다. 오히려 분과회는 무역 정책이 "우리의 미래 경제적 번영을 보장하기 위한 모든 정책 수준에서의 약속을 보여주는 전체 전략의 일부여야 한다"고 주장했다. 분과회는 개방 시장과 국내 수출 인센티브가 있더라도 미국 생산자들이 전 세계적으로나 국내에서 외국 제품과 경쟁할 수 없다면 성공하지 못할 것이라고 주장했다.
1994년, 관세 무역 일반 협정 (GATT)은 세계무역기구 (WTO)가 되었고, 불공정 무역 관행 분쟁을 해결하고 위반 사항을 다루고 무역 협정을 집행하기 위한 글로벌 사법 시스템을 공식적으로 만들었다. WTO의 설립은 기존의 다자간 GATT 메커니즘에서 운영되던 국제 분쟁 해결 시스템을 강화했다. 같은 해인 1994년에는 북미자유무역협정 (NAFTA)이 발효되어 미국, 캐나다, 멕시코 전역의 시장이 개방되었다.
최근 몇 년 동안 경쟁의 개념은 경제 발전의 새로운 패러다임으로 부상했다. 경쟁은 효과적인 정부 조치가 예산 제약으로 제한되고 민간 부문이 국내외 시장에서 경쟁하는 데 상당한 장벽에 직면한 시기에 글로벌 경쟁이 제기하는 한계와 도전에 대한 인식을 포착한다. 세계 경제 포럼의 세계 경쟁력 보고서는 경쟁력을 "한 국가의 생산성 수준을 결정하는 제도, 정책 및 요소의 집합"으로 정의한다.
이 용어는 또한 더 넓은 의미에서 국가, 지역 또는 도시의 경제적 경쟁을 지칭하는 데 사용된다. 최근에는 국가들이 글로벌 시장에서 자국의 경쟁력을 점점 더 주시하고 있다. 아일랜드 (1997), 사우디아라비아 (2000), 그리스 (2003), 크로아티아 (2004), 바레인 (2005), 필리핀 (2006), 가이아나, 도미니카 공화국 및 스페인 (2011)는 경쟁 문제에 대한 자문 기구나 특별 정부 기관을 가지고 있는 국가의 몇 가지 예일 뿐이다. 심지어 두바이나 바스크 지방(스페인)과 같은 지역이나 도시들도 그러한 기관의 설립을 고려하고 있다.
국가 경쟁력 프로그램 (NCP)에 적용되는 제도적 모델은 국가마다 다르지만, 몇 가지 공통적인 특징이 있다. NCP의 리더십 구조는 최고 수준의 정치적 권위로부터 강력한 지원을 받는다. 고위급 지원은 민간 부문의 적절한 행위자들에게 신뢰성을 제공한다. 일반적으로 협의회 또는 관리 기구는 지정된 공공 부문 리더(대통령, 부통령 또는 장관)와 민간 부문에서 선발된 공동 회장을 가질 것이다. 전략 수립, 감독 및 실행에서 공공 부문의 역할에도 불구하고, 국가 경쟁력 프로그램은 모든 수준(국가, 지역 및 기업)에서 민간 부문의 강력하고 역동적인 리더십을 가져야 한다. 처음부터 프로그램은 경제가 직면한 문제에 대한 명확한 진단과 변화를 추구하고 외부 지향적 성장 전략을 실행할 의향이 있는 광범위한 행위자들에게 호소하는 강력한 비전을 제공해야 한다. 마지막으로, 대부분의 프로그램은 집단 행동의 조직 원리로서 기업 네트워크 또는 "클러스터"의 중요성에 대한 공통된 견해를 공유한다. 상향식 접근 방식을 기반으로, 민간 기업 리더십, 시민 사회 조직, 공공 기관 및 정치적 리더십 간의 연합을 지원하는 프로그램은 경쟁에 대한 장벽을 더 잘 식별하고, 전략적 정책 및 투자에 대한 공동 결정을 개발하며, 실행에서 더 나은 결과를 낼 수 있다.
국가 경쟁력은 무역, 그리고 일반적으로 직접 투자에 의존하여 생활 수준 향상을 이끄는 생산성 증가에 필요한 규모를 제공하는 소규모 개방 경제에 특히 중요하다고 한다. 아일랜드 국가 경쟁력 위원회는 국가 경쟁력에 영향을 미치는 요소를 단순화하기 위해 경쟁력 피라미드 구조를 사용한다. 특히 비즈니스 환경, 물리적 인프라, 지식 인프라와 관련된 정책 투입물과, 비즈니스 성과 지표, 생산성, 노동 공급 및 비즈니스에 대한 가격/비용을 포함하여 좋은 정책 투입물이 창출하는 경쟁력의 필수 조건 사이를 구별한다.
경쟁은 에너지 및 원자재 수입의 균형을 맞추기 위해 국제 무역에 의존해야 하는 모든 경제에 중요하다. 유럽 연합(EU)은 더욱 경쟁력을 갖추기 위해 조약에 산업 연구 및 기술 개발(R&D)을 명시했다. 2009년에는 총 1,338억 유로의 EU 예산 중 120억 유로가 유럽의 경쟁력을 높이는 프로젝트에 투입될 것이다. EU가 경쟁에 직면하는 방법은 교육, 연구, 혁신 및 기술 인프라에 투자하는 것이다.
워싱턴 D.C.의 국제경제개발협의회 (IEDC)는 "혁신 의제: 미국 경쟁력에 대한 정책 성명"을 발표했다. 이 문서는 2007년 IEDC 연방 포럼에서 표현된 아이디어를 요약하고, 현재의 국내 및 국제적 과제에 비추어 미국이 글로벌 경쟁력을 유지할 수 있도록 하는 것을 목표로 하는 경제 개발자 및 연방 정책 입안자 모두를 위한 정책 권고를 제공한다.
국가 경쟁력에 대한 학술적 분석은 주로 질적으로 기술적이었다. 국가 경쟁력을 의미있게 정의하고 정량적으로 분석하려는 학자들의 체계적인 노력은 이루어졌으며, 국가 경쟁력의 결정 요인은 계량경제학적으로 모델링되었다.
레이건 행정부 하의 미국 정부 지원 프로그램인 소크라테스 프로젝트는 1) 미국 경쟁력이 왜 약화되고 있는지 파악하고, 2) 미국 경쟁력을 회복하기 위한 해결책을 마련하기 위해 시작되었다. 물리학자 마이클 세코라(Michael Sekora)가 이끄는 소크라테스 팀은 인류의 경쟁에 대한 모든 정보를 처음부터 조사하기 위한 모든 출처 정보 시스템을 구축했다. 이 연구는 "소크라테스 경쟁 전략 시스템"의 틀이 되는 10가지 발견을 낳았다. 경쟁에 대한 10가지 발견 중 하나는 '모든 경쟁 우위의 원천은 기술을 활용하여 경쟁사보다 고객의 하나 이상의 요구를 더 잘 충족시키는 능력이며, 여기서 기술은 기능을 달성하기 위한 과학의 모든 사용으로 정의된다'는 것이었다.

### 인프라 투자 역할
일부 개발 경제학자들은 서유럽의 상당 부분이 아시아의 가장 역동적인 신흥 경제국에 뒤처진 이유 중 하나로 후자가 장기 투자에 더 유리한 정책을 채택했기 때문이라고 믿는다. "싱가포르, 인도네시아, 한국과 같은 성공적인 국가들은 1997-1998년 '아시아 위기' 동안 IMF와 세계은행이 갑자기 부과한 가혹한 조정 메커니즘을 여전히 기억하고 있다. [...] 지난 10년 동안 그들이 이룬 성과는 더욱 놀랍다. 그들은 인프라 프로젝트에 막대한 투자를 통해 조용히 '워싱턴 합의' 신고전파 관점을 포기했다. [...] 이러한 실용적인 접근 방식은 매우 성공적임이 입증되었다."
국가의 운송 인프라의 상대적 발전 수준은 비용 효율성과 평균 속도 지표를 결합한 (수정된) 철도 운송 인프라 지수 (M-RTI 또는 간단히 'RTI')와 같은 지수를 사용하여 측정할 수 있다.

### 무역 경쟁
경쟁은 거시적 규모에서 한 국가가 국제 시장에서 제품을 판매하는 데 있어 우위 또는 불리함을 측정하는 척도로 이해된다. 무역 경쟁은 기업, 산업, 도시, 국가 또는 국가가 부가가치 측면에서 수입보다 더 많이 수출할 수 있는 능력을 의미한다.
기업이 오를 수 있는 높이를 측정하는 간단한 개념은 전략 실행을 개선하는 데 도움이 될 수 있다. 국제 경쟁은 여러 기준으로 측정할 수 있지만, 무역 경쟁력 지수 (TCI)만큼 유연하고 다재다능하게 모든 수준에 적용할 수 있는 기준은 거의 없다.

#### 무역 경쟁력 지수 (TCI)
TCI는 아래 방정식과 같이 외환 잔고 대 총 외환 비율로 공식화할 수 있다. 이는 대외 무역의 건전성을 판단하는 대리 지표로 사용될 수 있으며, 비율은 -1에서 +1까지이며, 비율이 높을수록 국제 무역 경쟁력이 높음을 나타낸다.
{\displaystyle TCI={\frac {{\textrm {FXEarnings}}-{\textrm {FXExpenses}}}{{\textrm {FXEarnings}}+{\textrm {FXExpenses}}}}}
탁월한 기업을 식별하기 위해 TCI의 추세는 각 회사와 국가별로 종단적으로 평가할 수 있다. 무역 경쟁력 지수(TCI)라는 간단한 개념은 목표를 설정하고 패턴을 감지하며 수준별 원인을 진단하는 강력한 도구가 될 수 있다. 수출량과 함께 신중하게 사용하면 TCI는 추세, 벤치마크 및 잠재력을 빠르게 파악할 수 있다.
수익과 외환 수입 사이에 양의 상관관계가 있다는 것이 밝혀졌지만, 수익 증대가 외환 수입 증가 때문이라고 맹목적으로 결론을 내릴 수는 없다. TCI는 효과적인 기준이지만, 더 나은 추론을 위해서는 다른 기준과 보완되어야 한다.

## 과도한 경쟁
과도한 경쟁은 공급이 수요에 비해 고질적으로 과도하여 생산자에게 이익을 해치는 경쟁이다. 과도한 경쟁은 즉시 판매되어야 할 상품이나 서비스의 공급이 수요보다 많을 때도 발생한다. 따라서 노동 시장에서는 노동력이 항상 과도한 경쟁에 놓이게 될 것이다.

## 비판

### 완전 경쟁에 대한 비판
경제학자들이 모두 완전 경쟁의 실용성에 동의하는 것은 아니다. 이것이 실제 시장과 얼마나 관련이 있는지, 그리고 벤치마크로 사용되어야 할 시장 구조인지에 대한 논쟁이 있다.
신고전파 경제학자들은 완전 경쟁이 소비자와 사회 모두에게 가능한 최고의 경제적 결과를 가져오는 완벽한 시장 구조를 만든다고 믿는다. 일반적으로 그들은 이 모델이 현실 세계를 대표한다고 주장하지 않는다. 신고전파 경제학자들은 완전 경쟁이 유용할 수 있으며, 그들의 대부분의 분석은 그 원칙에서 비롯된다고 주장한다.
신고전파가 경제 분석에서 완전 경쟁에 의존하는 것을 비판하는 경제학자들은 모델에 내재된 가정이 너무 비현실적이어서 모델이 의미 있는 통찰력을 생산할 수 없다고 믿는다. 완전 경쟁에 대한 두 번째 비판은 그것이 바람직한 이론적 결과조차 아니라는 주장이다. 이들 경제학자들은 완전 경쟁의 기준과 결과가 시장에서 효율적인 균형을 달성하지 못하며, 다른 시장 구조가 경제 내에서 벤치마크로 더 잘 사용된다고 믿는다.

### 국가 경쟁에 대한 비판
폴 크루그먼 (1994)은 국가 경쟁력 강화를 위한 요구가 지적 혼란을 자주 은폐한다고 지적하며, 국가의 맥락에서 중요한 것은 생산성이며 "세계 주요 국가들은 서로에게 중요한 경제적 경쟁 관계에 있지 않다"고 주장한다. 크루그먼은 경쟁이라는 관점으로 생각하면 낭비적인 지출, 보호무역, 무역 전쟁, 그리고 나쁜 정책으로 이어질 수 있다고 경고한다. 크루그먼은 그의 명쾌하고 공격적인 스타일로 이렇게 말한다. "그러니 누군가가 '미국은 오늘날의 글로벌 경제에서 경쟁하기 위해 더 높은 생산성이 필요하다'는 식의 말을 한다면, 그 사람이 누구인지, 얼마나 그럴듯하게 들리는지는 신경 쓰지 마라. 그는 '나는 내가 무슨 말을 하는지 모른다'고 번쩍이는 네온사인을 달고 있는 것과 다름없다."
만약 국가 경쟁력이라는 개념이 실질적인 의미를 가진다면, 그것은 국가의 생산성을 촉진하는 요소에 있어야 하며, 국가 경쟁력에 대한 모호하고 잘못된 개념에 대한 비판과 함께 톰슨과 같은 체계적이고 엄격한 시도가 정교하게 다듬어져야 한다.

## 같이 보기
- 완전경쟁
- 독점